# Operator
Operator (Operadora) es el segundo sencillo del octavo álbum de Blue System, Backstreet Dreams el cual fue publicado en 1993 por Hanseatic M.V. y distribuido por BMG. La letra, música, arreglos y producción pertenecen a Dieter Bohlen, La coproducción estuvo a cargo de Luis Rodriguez.

## Sencillos
7" Single Hansa 74321 14791 7 (BMG), 21.06.1993
1. Operator (New Recorded Single Edit)		3:13
2. Ballerina Girl		3:50

12" Single Hansa 74321 14791 1 (BMG), 21.06.1993
1. Operator (New Recorded Long Version)		5:20
2. Operator (New Recorded Trend Mix)		3:21
3. Operator (New Recorded Single Edit)		3:13
4. Ballerina Girl		3:50

CD-Maxi Hansa 74321 14791 2 (BMG), 21.06.1993
1. Operator (New Recorded Long Version)		5:20
2. Operator (New Recorded Trend Mix)		3:21
3. Operator (New Recorded Single Edit)		3:13
4. Ballerina Girl		3:50

## Listas
El sencillo permaneció 3 semanas en la lista alemana, desde el 19 de julio de 1993 hasta el 15 de agosto de 1993. Alcanzó el n.º#87 como máxima posición.
| Lista (1993) | Mejor posición |
| ------------ | -------------- |
| Alemania     | 87             |

## Créditos
- Composición - Dieter Bohlen
- Productor, arreglos - Dieter Bohlen
- Coproductor - Luis Rodriguez
- Diseño - Ariola, Nenad Djordjevic
- Dirección de arte - Thomas Sassenbach
- Fotografía - A. Kess / Hamburg